# Manuel Pasqual
Manuel Pasqual (født 13. marts 1982) er en italiensk fodboldspiller, der i øjeblikket spiller for Empoli. Manuel Pasqual spiller enten som venstreback, venstre midt eller venstre wingback. Han har (pr. april 2018) spillet 14 kampe for det italienske landshold.